# Denneville
Denneville is een voormalige gemeente in het Franse departement Manche Normandië. Denneville bestaat uit twee plaatsen: Denneville-Bourg en Denneville-Plage.

## Geschiedenis
De gemeente maakte deel uit van het kanton La Haye-du-Puits tot dit op 22 maart 2015 werd opgeheven en Denneville werd opgenomen in het kanton Créances. Op 1 januari 2017 werd de gemeente overgeheveld van het arrondissement Coutances naar het arrondissement Cherbourg. Denneville fuseerde op 1 januari 2019 met Portbail en Saint-Lô-d'Ourville in het kanton Les Pieux tot de commune nouvelle Port-Bail-sur-Mer. Op 5 maart 2020 werd Denneville overgeheveld van het kanton Créances naar het kanton Les Pieux.

## Geografie
De oppervlakte van Denneville bedraagt 8,2 km², de bevolkingsdichtheid is 58,3 inwoners per km².
De onderstaande kaart toont de ligging van Denneville met de belangrijkste infrastructuur en aangrenzende gemeenten.

## Demografie
Onderstaande figuur toont het verloop van het inwonertal (bron: INSEE-tellingen).